# Agua Santa Airport
Agua Santa Airport är en flygplats i Chile.   Den ligger i provinsen Provincia de Colchagua och regionen Región de O'Higgins, i den södra delen av landet, 140 km sydväst om huvudstaden Santiago de Chile. Agua Santa Airport ligger 155 meter över havet.
Terrängen runt Agua Santa Airport är kuperad åt sydost, men åt nordväst är den platt. Närmaste större samhälle är Santa Cruz, 9,8 km söder om Agua Santa Airport. 
Trakten runt Agua Santa Airport består till största delen av jordbruksmark. Runt Agua Santa Airport är det ganska tätbefolkat, med 80 invånare per kvadratkilometer.